# Район Хігасі (Нагоя)
Райо́н Хіґа́ші (яп. 東区, ひがしく, МФА: [çigaɕi̥ ku]) — район міста Наґоя префектури Айті в Японії.  Площа становить 7,70 км². Станом на 1 серпня 2011 року населення складало 73 877  осіб, густота населення — 9590 осіб/км².

## Освіта
- Нагойський університет (додатковий кампус)
- Айчівський університет